# Aloe gracilicaulis
Aloe gracilicaulis är en grästrädsväxtart som beskrevs av Gilbert Westacott Reynolds och Bally. Aloe gracilicaulis ingår i släktet Aloe och familjen grästrädsväxter. Inga underarter finns listade i Catalogue of Life.